# Giornata mondiale dell'aiuto umanitario
La giornata internazionale dell'aiuto umanitario (in inglese World Humanitarian Day) è un evento internazionale che ricade annualmente il 19 agosto. È stato istituito ufficialmente dall'Assemblea Generale delle Nazioni Unite l'11 dicembre 2008, in risposta all'attacco terroristico avvenuto cinque anni prima nel quartiere generale delle Nazioni Unite a Baghdad, dove rimasero uccise 22 persone, tra cui il diplomatico Sérgio Vieira de Mello.

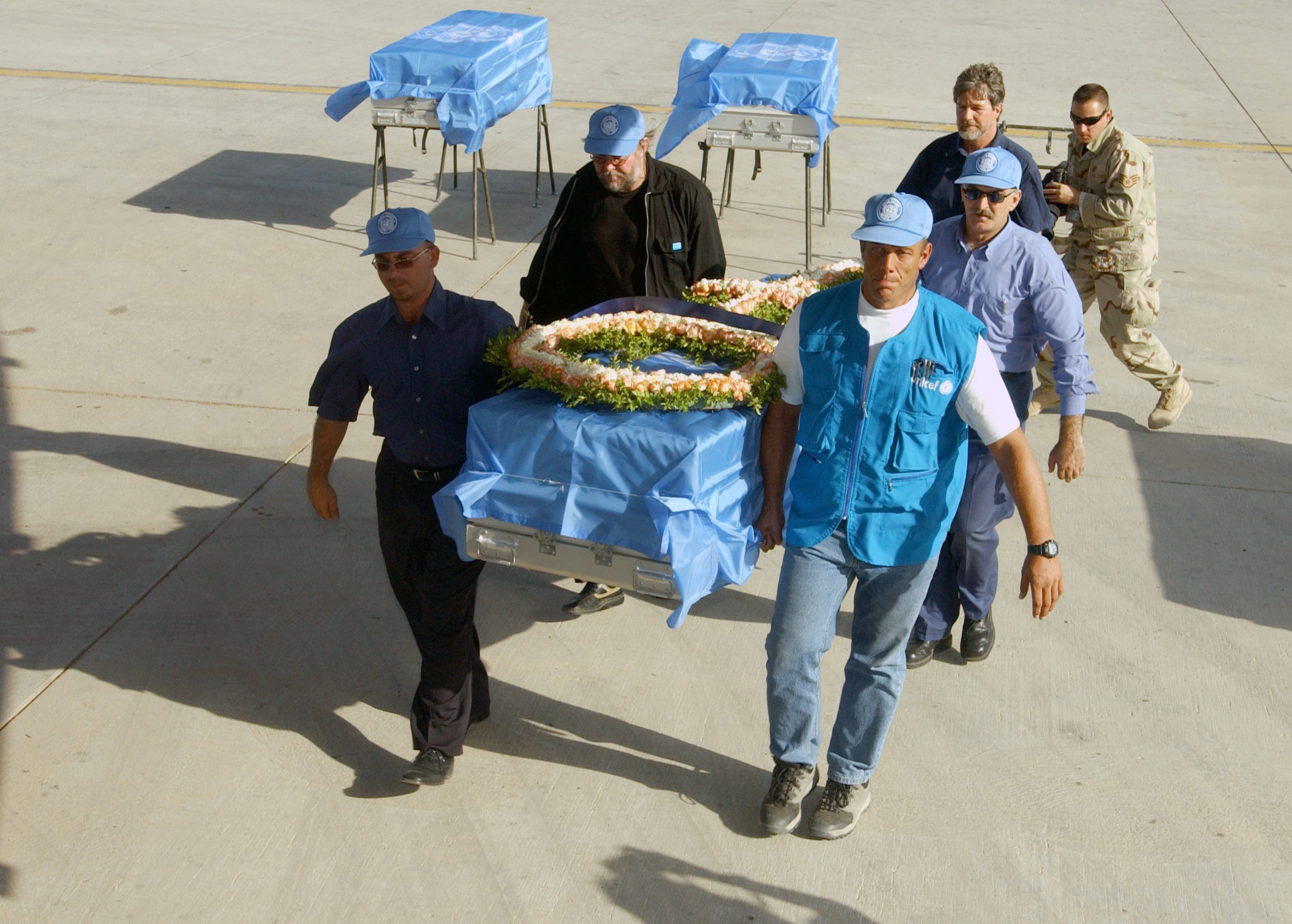
Membri delle Nazioni Unite trasportano i resti dei corpi delle vittime dell'attentato avvenuto a Baghdad il 19 agosto 2003.

Tale giornata internazionale è stata istituita allo scopo di promuovere la sicurezza delle persone impegnate in attività di aiuto umanitario e delle popolazioni che necessitano di tale aiuto.
Durante tale giornata, i leader politici di tutte le nazioni sono chiamati a fare il possibile per proteggere le popolazioni colpite da conflitti, diffondendo tale messaggio anche attraverso la campagna online denominata #NotATarget.